# Нэнс, Альбинус
Альбинус Робертс Нэнс (англ. Albinus Roberts Nance; 30 марта 1848 — 7 декабря 1911) — американский политик, 4-й губернатор Небраски.

## Биография
Альбинус Нэнс родился в городе Лафайетт, Иллинойс, в семье доктора Хайрэма Нэнса и Сары Нэнс (урожденной Смит). В 16 лет, во время Гражданской войны, он был зачислен рядовым в 9-й Иллинойсский кавалерийский полк. Во время битвы при Нэшвилле он был легко ранен. После службы в армии Нэнс изучал юриспруденцию в колледже Нокс. В 1870 году он был принят в коллегию адвокатов Иллинойса.
В 1871 году Нэнс переехал в Небраску, где в городе Осеола занялся земледелием, а также основал частную юридическую практику. Вскоре он забросил сельское хозяйство, сосредоточившись на юридической практике и торговле недвижимостью.
В 1875—1878 годах Нэнс был членом Палаты представителей Небраски, в 1877—1878 годах — её спикером, а в 1876 году возглавлял делегацию штата на национальном съезде Республиканской партии.
В 1878 году Нэнс был избран губернатором Небраски, а в 1880 году был переизбран на второй срок. На момент избрания ему было всего 30 лет, поэтому он стал известен как «губернатор-мальчик» (англ. Boy Governor). Нэнс и его администрация были очень популярны в народе. Во время его пребывания в должности был принят закон, ограничивавший лицензирование торговли спиртными напитками (Slocumb liquor law), было расширено строительство железных дорог, а также улучшена экономика штата.
4 января 1883 года Нэнс покинул пост губернатора и вернулся к юридической практике. Он также работал в банковской и брокерской сферах, в 1879—1888 годах был президентом Osceola Bank и Stromsburg Bank.
В 1875 году Нэнс женился на Саре Уайт, у них был один ребёнок.
Альбинус Нэнс умер 7 декабря 1911 года в Чикаго, и был похоронен на кладбище Wyuka в Линкольне. В его честь был назван округ Нэнс.